# Maison située 21 rue Fruškogorska à Popinci
La maison située 21 rue Fruškogorska à Popinci (en serbe cyrillique : Кућа у Ул. Фрушкогорској бр. 21 у Попинцима ; en serbe latin : Kuća u Ul. Fruškogorskoj br. 21 u Popincima) se trouve à Popinci, dans la province de Voïvodine et dans la municipalité de Pećinci, en Serbie. Elle est inscrite sur la liste des monuments culturels de grande importance de la République de Serbie (identifiant no SK 1271).

## Présentation
La maison a été construite dans la seconde moitié du XVIIIe siècle.
De plan rectangulaire, elle est constituée d'un simple rez-de-chaussée ; elle est dotée d'un toit à deux pans dont un des pignons donne sur la rue Fruškogorska. La façade sur cour possède un porche, avec une entrée au centre. Aujourd'hui, la façade sur rue a perdu sa décoration en plâtre originelle.
La maison est liée au souvenir du séjour de Karađorđe (Karageorges) en Syrmie en 1787. Une plaque commémorative apposée sur le bâtiment indique : « Dans cette maison, en 1787, a séjourné/ Karađorđe / le chef du premier soulèvement serbe » [contre les Ottomans].